# Interconnexion Lituanie-Lettonie
L'Interconnexion Lituanie-Lettonie est un gazoduc bidirectionnel entre Riga en Lettonie et Vilnius, en Lituanie. C'est une des axes dans le réseau gazier de la Baltique vers l'axe Estonie-Finlande via le gazoduc Vireši–Tallinn et Balticconnector.
Ce gazoduc permet notamment à la Lituanie d'accéder au stockage de gaz naturel d'Inčukalns en Lettonie.

## Présentation
Le gazoduc a commencé à fonctionner en 1962. Le gazoduc reliant la frontière lituanienne à Iecava est le plus ancien gazoduc de Lettonie.
En 2013, il est prévu d'augmenter la capacité du pipeline avec la construction d'une deuxième ligne du gazoduc Riga-Iecava et par l'augmentation de la capacité de la station de comptage de gaz de Kiemenai. 

## Explosion du 13 janvier 2023
Le vendredi 13 janvier, une explosion est survenue vers 17 heures dans le district de Pasvaly,.